# Tetracanthella schalleri
Tetracanthella schalleri is een springstaartensoort uit de familie van de Isotomidae. De wetenschappelijke naam van de soort is voor het eerst geldig gepubliceerd in 1992 door Hemmer.